# Присеймівський заказник
Присе́ймівський зака́зник — гідрологічний заказник місцевого значення в Україні. Розташований у заплаві річки Сейм, між селами Нове та Присеймів'я. 
Площа 101,7 га. Територія заказника входить до складу Сеймського РЛП. 
Природні комплекси заказника зазнали в свій час впливу гідромеліоративних робіт і торфорозробок. Вже тривалий час видобування торфу не проводиться і відбувається відновлення природної рослинності. 
Заказник «Присеймівський» за своїми флористичними та фауністичними комплексами є типовим водно-болотним масивом долини Сейму. Меліоративні роботи тільки частково торкнулися його території, що зробило можливим існування рідкісного виду болотної орхідеї. Оскільки осушувальні роботи давно припинені, можна сподіватися, що в найближчому майбутньому природні комплекси заказнику відновляться.

## Опис
На більш високих ділянках трапляються справжні луки, в яких переважають мітлиця велетенська та китник лучний. Серед різнотрав'я поруч з пурпуровими голівками суцвіть конюшини лучної можна побачити рожеві квіти волошки лучної, білі парасольки дикої моркви. У зниженнях трапляються торф'янисті луки, на яких домінує щучник дернистий. А на болотистих луках разом з осокою гострою трапляється осока пухирчаста. Серед лучного та лучно-болотного різнотрав'я можна побачитивербозілля звичайне та більш рідкісний вид — білозір болотний. Тут, на болотистих луках західної частини заказника, була знайдена болотна орхідея — коручка болотна, занесена до Червоної книги України. Це єдине на Сумщині відоме місцезростання цього рідкісного виду.
На знижених обводнених ділянках трапляються чагарникові та високотравні болота. Тут наявні зарості верби попелястої разом з очеретом, рогозом широколистим, місцями до них додаються осоки гостра та омська і теліптерис болотний. На цих же ділянках зростають осока несправжньосмикавцева, вербозілля звичайне, живокіст лікарський. Тут можна побачити і цикуту отруйну з великими білими парасольками, плетуху звичайну — трав'янисту ліану з великими білими квітами-дзвониками. Невелику площу займають вільшняки з осоками та кропивою. На поверхні водойм помітні плаваючі розетки листків різака алоеподібного з колючими зубчиками.
Фауна заказника сформована переважно видами водно-болотного та біляводного комплексів. Відсутність рідкісних видів обумовлена високим антропогенним навантаженням за рахунок близькості села Присеймів'я та автомобільної траси, що тягнеться вздовж східного краю заказника. Великі ссавці (свиня дика, сарна європейська) заходять сюди тільки під час пошуку кормів. Лисиця звичайна та заєць сірий є звичайними на прилеглих луках та пасовищах. Досить часто можна натрапити на пориї крота. З мишоподібних гризунів найчисленнішими є звичайна та водяна полівки.
Видовий склад гніздових птахів є типовим для невеликих болотних масивів долини Сейму. Птахи представлені переважно горобиними птахами, що мешкають в очеретяних та чагарникових біотопах (очеретянки, славки тощо). Наявність відкритих водяних біотопів дозволяє оселятися тут у невеликій кількості водоплавним птахам — качкам та пастушковим. Територія заказника є місцем живлення багатьох видів птахів, що гніздяться на Сеймі та в околишніх населених пунктах. Це річковий крячок, білий лелека, сіра чапля, очеретяний лунь, крук, сіра ворона тощо. З плазунів трапляється вуж звичайний, а із земноводних найчисленнішою є озерна та гостроморда жаби.